# Małe Himalaje
Małe Himalaje (ang. Lower Himalayas, urdu: چهُوٹـَا هِمَالـَيَه, hindi: लघु हिमालय, nep. तल्लो हिमाल, dzongkha: གངས་རི ཆུང་ངུ) – fragment pasma Himalajów. Nazwą tą określa się kilka niezależnych pasm górskich położonych pomiędzy Himalajami Wysokimi a Himalajami Zewnętrznymi, oddzielonych od nich dużymi kotlinami, np. Kotliną Katmandu.
Do Małych Himalajów należą, poczynając od zachodu: Pir Pandźal, Dhauladhar, Nag Tibba i nepalski Mahabharat. Najwyższe szczyty przekraczają 5000 m n.p.m., średnia wysokość regionu wynosi 3700 – 4500 m n.p.m.. Małe Himalaje tworzą skały magmowe i skały metamorficzne, a także w dużym stopniu skały osadowe.